# Епархия Уогга-Уогга
 Епархия Уогга-Уогга  (лат. Dioecesis Corvopolitana) — епархия Римско-католической церкви с центром в городе Уогга-Уогга (штат Новый Южный Уэльс, Австралия). Епархия Уогга-Уогга входит в митрополию Сиднея. Кафедральным собором епархии Уогга-Уогга является церковь святого Михаила Архангела.

## История
28 июля 1917 года Папа Римский Бенедикт XV выпустил бреве Ut aucto Pastorum, которым учредил епархию Уогга-Уогга, выделив её из епархии Гоулбёрна (сегодня — архиепархия Канберры и Гоулбёрна).

## Ординарии епархии
- епископ Joseph Wilfrid Dwyer (14.03.1918 — 11.10.1939);
- епископ Frances Agostino Henschke (16.11.1939 — 24.02.1968);
- епископ Francis Patrick Carroll (24.02.1968 — 25.06.1983) — назначен архиепископом архиепархии Канберры и Гоулбёрна;
- епископ William John Brennan (16.01.1984 — 5.02.2002);
- епископ Gerard Joseph Hanna (5.02.2002 — 12.09.2016);
- епископ Марк Стюарт Эдвардс O.M.I. (с 26 мая 2020 года).